# Semecarpus auriculata
Semecarpus auriculata là một loài thực vật thuộc họ Anacardiaceae. Đây là loài đặc hữu của Ấn Độ.